# Трояновский, Евгений Станиславович
Евге́ний Станисла́вович Трояно́вский (укр. Євген Станіславович Трояновський; род. 2 июля 1993, Славянск, Донецкая область) — украинский футболист, полузащитник

## Биография
Начал футбольную карьеру в киевском «Динамо», но в 2007 году перешёл в школу донецкого «Металлурга». В 2010 году подписал с клубом первый профессиональный контракт и стал выступать за молодёжную команду.
27 октября 2012 года в возрасте 19 лет дебютировал за основную команду в матче Премьер-лиги против «Ворсклы», выйдя на поле на 81 минуте вместо Геворга Газаряна. Всего в том сезоне сыграл в двух матчах чемпионата.
С сезона 2013/14 стал постепенно подпускаться в основной состав команды. Также в 2014 году выступал за алчевскую «Сталь» на правах аренды, сыграл 10 игр и забил 3 мяча. В весенней части сезона 2014/15 на правах аренды играл за клуб высшей лиги Грузии «Чихура». Летом 2015 года перешёл в «Динамо-2» где выступал до её расформирования в июне 2016 года.

## Сборная
С 2010 года являлся стабильным игроком сборных Украины разных возрастных категорий.